# Émeutes d'Oujda et de Jerada
 (février 2017).
Si vous disposez d'ouvrages ou d'articles de référence ou si vous connaissez des sites web de qualité traitant du thème abordé ici, merci de compléter l'article en donnant les références utiles à sa vérifiabilité et en les liant à la section « Notes et références ».
Les émeutes d'Oujda et de Jerada sont une série de pogroms contre les Juifs dans les villes de Oujda et de Jerada, au nord-est du Maroc, qui a éclaté le 7 juin 1948 après un coup de poignard porté par un juif à un musulman. 42 Juifs y ont été tués (cinq à Oujda et 37 à Jerada), dont le rabbin de la communauté de Jerada et sa famille, et un citoyen français non-juif. On dénombre au total 60 blessés. 

## Contexte
Le 14 mai 1948 est proclamée la déclaration d'indépendance de l'État d'Israël. De nombreux Juifs du Maroc étaient intéressés à immigrer vers le nouvel État, et la ville d'Oujda, situé à proximité de la frontière avec l'Algérie, devint un point de passage entre le Maroc et l'Algérie, qui servait de point de départ vers Israël pour des centaines de Juifs. Les musulmans du Maroc, pour leur part, sympathisaient avec la lutte générale du monde arabe contre l'État d'Israël, et ne voyaient pas d'un bon œil le départ des Juifs vers Israël. Les médias nationalistes marocains (et en particulier le journal Al Alam) publiaient des articles hostiles au départ des Juifs. Le roi du Maroc Mohammed V s'exprima dans un discours anti-israélien au lendemain de la Déclaration d'indépendance, dans lequel il a notamment appelé les Juifs du Maroc à « éviter toute démarche qui serait perçue comme solidaire envers l’agressivité sioniste, ce qui pourrait porter atteinte aux droits ou à la citoyenneté marocaine des Juifs du Maroc »[réf. nécessaire]. Il a également appelé à maintenir la stabilité et le calme.
Les émeutes ont eu lieu alors que le Maroc était sous protectorat français depuis 1912, protectorat qui allait se terminer en 1956. Au cours de cette période, la sécurité des Juifs au Maroc connut une amélioration par rapport à la période pré-coloniale, à l'exception des événements de 1912 lors de la mise en place du Protectorat. Au cours de la Seconde Guerre mondiale, la loi portant statut des Juifs du régime de Vichy s'applique aux Juifs du Maroc, mais après la guerre, le statut discriminatoire est aboli. Au cours du protectorat français les différences culturelles et politiques entre Juifs et Musulmans au Maroc augmentent. Tandis que les Juifs, pour la plupart, ont tendance à s'assimiler à la culture française et à adopter la langue du pays colonisateur, en particulier sous l'influence de l'Alliance israélite universelle, beaucoup des musulmans du Maroc engagent une lutte nationale contre la France. Ces différences ont également contribué à l'augmentation de l'hostilité contre les Juifs. Toutefois, le niveau de vie des Juifs marocains est à l'époque « inférieur à celui de leurs
coreligionnaires européens ». 

## Les émeutes

### Oujda
Dans les jours précédents les émeutes, des menaces de mort envers les Juifs sont entendues. Au premier jour des émeutes, le 7 juin 1948, les employés musulmans dont les patrons sont juifs ne se rendent pas au travail. Dans la matinée, à la suite d'une altercation, un juif poignarde un musulman à Oujda. En l'absence de réactions des autorités françaises, la situation dégénère en émeute à 9h30 du matin. 
Une foule armée de haches et de couteaux se rassemble au marché juif et tue cinq personnes, dont quatre Juifs et un postier français qui a vraisemblablement tenté de protéger les victimes. La police maîtrise l’événement et la foule se disperse. 

### Jerada
Le lendemain, le 8 juin, des émeutes ont aussi lieu dans la ville voisine de Jerada, située à une soixantaine de kilomètres d'Oujda, après que la nouvelle des évènements de la veille eut été colportée par des voyageurs. L'économie Jerada repose sur le charbonnage et elle vient de vivre une grève durement réprimée. Un incendie mais aussi la vente d'un ticket de loterie non gagnant d'un juif à un musulman sont à l'origine d'un pogrom qui se termine par la quasi destruction de la petite communauté juive de la ville. Trente-huit Juifs sont tués, et parmi elles le rabbin de la communauté, Moché Cohen et sa famille. Le nombre de personnes tuées en deux jours atteint un total de 42, dont 10 femmes et 10 enfants, et le bilan des blessés est de 55. Les émeutes mènent à des pillages de magasins, aussi bien arabes que juifs. 
Trente-cinq des musulmans ayant participé aux émeutes sont jugés devant un tribunal militaire français de Casablanca. Deux des accusés sont condamnés à mort, deux aux travaux forcés à perpétuité, et le reste à diverses sanctions. Les émeutes choquent profondément la communauté juive du Maroc, et l'année d'après, 18 000 d'entre eux immigrent en Israël.